# Beheading the Chinese Prisoner
Beheading the Chinese Prisoner er en amerikansk stumfilm fra 1900.